# Sint-Elooisprijs
Der Sint-Elooisprijs ist ein belgisches Eintagesrennen im Straßenradsport.
Es wird jährlich mit Unterbrechungen seit 1952 ausgetragen. Start und Ziel ist in Ruddervoorde, Provinz Westflandern. Laut Veranstalter war das Rennen im Jahr 2019 170 km lang.

## Sieger
- 1952  Leon Van Daele
- 1953  Leon Van Daele
- 1954  Roger Desmet
- 1955  André Blomme
- 1956  André Rosseel
- 1957  Leon Van Daele
- 1958  Leon Van Daele
- 1959–1961 keine Austragungen
- 1962  Gabriel Borra
- 1963  Gilbert Maes
- 1964  Noël Foré
- 1965 keine Austragung
- 1966  Eric Demunster
- 1967  Daniel Van Ryckeghem
- 1968  Jozef Timmerman
- 1969  François Verstraeten
- 1970  Willy Maes
- 1971  Herman Vrijders
- 1972  Willy Van Neste
- 1973  Willy Van Neste
- 1974  André Dierickx
- 1975  Ronald De Witte
- 1976  Jos Schipper
- 1977  Jan Raas
- 1978  Willem Peeters
- 1979  Walter Godefroot
- 1980  Walter Schoonjans
- 1981  Rik Van Linden
- 1982  Etienne Van der Helst
- 1983  Eddy Planckaert
- 1984  Walter Schoonjans
- 1985  William Tackaert
- 1986  Michel Vermote
- 1987  Franky Van Oyen
- 1988  Patrick Verplancke
- 1989  Ludo Giesberts
- 1990  Peter De Clercq
- 1991  Jan Bogaert
- 1992  Michel Cornelisse
- 1993  Jan Mattheus
- 1994  Philip De Baets
- 1995  Peter Spaenhoven
- 1996  Ludo Dierckxsens
- 1997  Danny Baeyens
- 1998  Jans Koerts
- 1999  Geert Omloop
- 2000  Geert Omloop
- 2001  Eric De Clercq
- 2002  Steven de Jongh
- 2003  Jeroen Blijlevens
- 2004  Mario De Clercq
- 2005  Michael Blanchy
- 2006  Christian Murro
- 2007  Sébastien Rosseler
- 2008  Sébastien Rosseler
- 2009  Stefan van Dijk
- 2010  Jack Bobridge
- 2011  Dirk Bellemakers
- 2012  Steven Caethoven
- 2013  Steven Caethoven
- 2014  Jarno Gmelich
- 2015  Preben Van Hecke
- 2016  Mathieu van der Poel
- 2017  Lawrence Naesen
- 2018  Tim Merlier
- 2019  Sasha Weemaes
- 2020 wegen COVID-19-Pandemie abgesagt
- 2021  Sasha Weemaes
- 2022  Stan Dewulf
- 2023  Edward Theuns
- 2024  Joran Wyseure
- 2025  Jasper Dejaegher